# Massacre em Ayyadieh
O Massacre de Ayyadieh ocorreu durante a Terceira Cruzada após a queda de Acre, quando o rei Ricardo I teve mais de dois mil prisioneiros de guerra muçulmanos da cidade capturada decapitados na frente dos exércitos aiúbidas do sultão Saladino em 20 de agosto de 1191. Saladino posteriormente ordenou que vários prisioneiros de guerra cruzados fossem executados em retaliação.

## Massacre
Após a queda do Acre, Ricardo I quis trocar um grande número de prisioneiros muçulmanos da cidade pela Verdadeira Cruz, 100 000 peças de ouro e 1600 cristãos mantidos em cativeiro por Saladino. Um acordo foi fechado e um prazo estabelecido para Saladino cumprir sua parte do acordo.
A desconfiança entre os dois líderes se desenvolveu e houve um colapso nas negociações, cada lado exigindo que os reféns de seu oponente fossem libertados primeiro. Depois que o prazo acordado para os sarracenos entregarem a cruz expirou, Ricardo, cada vez mais com a impressão de que Saladino estava protelando, decidiu que seus reféns fossem executados publicamente. Em 16 de agosto, Ricardo ordenou que todos os prisioneiros do Acre fossem levados para uma pequena colina chamada Ayyadieh. Lá, à vista do exército aiúbida e do próprio quartel-general de Saladino, cerca de 3 000 soldados, homens, mulheres e crianças da cidade (segundo fontes muçulmanas) foram mortos à espada.
O massacre foi controverso para fontes cristãs contemporâneas. O Itinerarium Peregrinorum estimou que 2 700 reféns turcos foram mortos, mas não menciona nenhum não-combatente presente. Fontes cristãs da época têm o cuidado de mencionar a força estratégica dos reféns, bem como as transgressões de Saladino antes do massacre ser ordenado. Baha ad-Din indica que mesmo muitos dos cruzados desaprovavam as ações de Ricardo e não conseguiam entender por que Ricardo ordenou as execuções.
Partes do exército aiúbida ficaram tão enfurecidas com os assassinatos que tentaram atacar as linhas cruzadas, mas foram repetidamente derrotadas, permitindo que Ricardo I e suas forças se retirassem.

## Contra-massacre
Qualquer esperança de recuperar a Verdadeira Cruz desapareceu depois de Ayyadieh; havia rumores de que Saladino a enviou para Damasco. Por suas ordens, os 1600 prisioneiros cristãos foram executados em Damasco. De acordo com o historiador norte-americano John J. Robinson (1992): "À medida que as notícias do massacre se espalhavam por todo o império de Saladino, prisioneiros cristãos em todos os lugares eram torturados e assassinados em represália por sua infâmia". Em A History of the Crusades. Volume III (1954), historiador inglês Steven Runciman observou que entre 22 e 30 de agosto, enquanto o exército de Ricardo marchava de Acre, passando por Haifa a Jaffa, cavaleiros leves sarracenos realizaram vários assaltos aos cruzados e fizeram vários prisioneiros 'que foram levados para Saladino, interrogados e depois mortos, em vingança por o massacre do Acre. Só as lavadeiras foram poupadas.
Estudando a atitude geral de Saladino em relação aos prisioneiros de guerra, Gervers & Powell (2001) afirmaram que, 'apesar de sua reputação de magnanimidade, o tratamento de Saladino aos prisioneiros de guerra era bastante insensível'. Eles notaram que Saladino era generoso com as populações conquistadas e comandantes cruzados capturados enquanto ele estava alcançando vitórias, mas quando ele não o fez, ou mesmo sofreu derrotas, "o comportamento de Saladino em relação aos prisioneiros era selvagem, e eles eram sistematicamente postos à prova da morte". Embora os estudiosos da lei islâmica justificassem a execução de prisioneiros sob certas condições, os historiadores islâmicos contemporâneos estavam divididos sobre a aceitabilidade moral da morte de cativos por Saladino. Durante as campanhas anteriores em 1177-1179, Saladino executou vários soldados cruzados capturados e civis cristãos em diferentes instâncias. Quando conquistou Jerusalém em 1187, no entanto, Saladino libertou a maioria dos prisioneiros cristãos por resgate. Após a perda do massacre de Acre e Ayyadieh em 1191, Saladino foi novamente frustrado por seus reveses militares e também desejou vingança, levando a outro aumento nas execuções de prisioneiros.